# Christopher Stringer
Christopher Brian Stringer FRS, mais conhecido como Chris Stringer (1947) é um antropólogo britânico.
É o chefe de investigação das origens humanas do Museu de História Natural de Londres. Estudou antropologia no University College London.
Fez seu doutorado em ciências anatômicas e obteve o título de "doutor em ciências" em anatomia, ambos os graus alcançados pela Universidade de Bristol.
Membro da Royal Society, tem três filhos e vive em Sussex.

## Publicações
Artigos e livros publicados pelo pesquisador.

### Artigos
- C.B. Stringer & P. Andrews (11 de março de 1988), «Genetic and Fossil Evidence for the Origin of Modern Humans», Science, 239 (4845): 1263–1268, PMID 3125610, doi:10.1126/science.3125610
- Chris Stringer (18 de fevereiro de 1989), «The dates of Eden», Nature, 331 (6157): 565–566, doi:10.1038/331565a0

### Livros
- Stringer, Chris, ed. (1981), Aspects of human evolution: Symposium on human evolution, January 1980, ISBN 0-85066-209-5, London: Taylor & Francis
- Stringer, Chris (1986), «The credibility of Homo habilis», in:  B. Wood, L. & Martin, P. Andrews (eds), Major topics in primate and human evolution, ISBN 978-0-521-11338-0, p. 266
- Chris Stringer (1989), «Neandertals, their contemporaries and modern human origins», in:  Giacomo Giacobini, Hominidae: Proceedings of the 2nd International Congress of Human Paleontology. Turin, September 28-October 3, 1987, ISBN 88-16-28026-3, pp. 351–356
- Peter Andrews & Chris Stringer (1989), Human Evolution: An Illustrated Guide, ISBN 0-521-38824-4, Cambridge: Cambridge University Press
- Paul Mellars & Chris Stringer (Editors) (1989), The Human Revolution: Behavioural and Biological Perspectives on the Origins of Modern Humans, ISBN 978-0-691-08539-5, Princeton University Press
- Chris Stringer & Robin McKie (1997), African Exodus. The Origins of Modern Humanity, ISBN 0-8050-2759-9, New York: Henry Holt
- Christopher B. Stringer, R.N.E. Barton, J.C. Finlayson (Editors) (2000), Neanderthals on the Edge: Papers from a Conference Marking the 150th Anniversary of the Forbes' Quarry Discovery, Gibraltar, ISBN 978-1-84217-015-1, Oxford: Oxbow Books
- "Introduction to the fiftieth anniversary edition of The Piltdown Forgery" (pp.vii-x| and "Afterword: Piltdown 2003" (pp. 188–201). In The Piltdown Forgery By J. S. Weiner (2003) Oxford: Oxford University Press. ISBN 0-19-860780-6
- Chris Stringer & Peter Andrews (2005), The Complete World of Human Evolution, London & New York: Thames & Hudson.[3] ISBN 0-500-05132-1
- Chris Stringer (2007), Homo britannicus. The Incredible Story of Human Life in Britain, ISBN 0-14-101813-5, London: Penguin[4]
- Chris Stringer (2011), The Origin of Our Species, ISBN 978-1-84614-140-9, London: Allen Lane
- Chris Stringer (2012), Lone Survivors: How We Came to Be the Only Humans on Earth, ISBN 978-0805088915, London: Times Books